# Université du Tōhoku
Vous lisez un « bon article » labellisé en 2011.
Ne doit pas être confondu avec Université Tōhoku Fukushi ou Université Tōhoku gakuin.
L'université du Tōhoku (東北大学, Tōhoku daigaku), souvent abrégé en Tōhokudai (東北大), est une université japonaise située à Sendai, dans la préfecture de Miyagi dans la région du Tōhoku. Elle a été fondée en 1907 comme l'une des universités impériales du Japon et appartient depuis 2004 à l'association des universités nationales du Japon.
L'université compte trois campus principaux répartis à Sendai, plus précisément à Katahira, Seiryo et dans la zone Kawauchi-Aobayama. Elle forme quelque 18 225 étudiants, dont 1 511 étrangers, et compte 5 819 personnes travaillant dans des activités liées à la recherche ou à l'enseignement. Elle est structurée en dix facultés pour le 1er cycle et quinze pour les cycles suivants. Elle compte par ailleurs plusieurs infrastructures, dont un hôpital, un service de bibliothèques comptant plus de 3,8 millions de titres, ainsi qu'un musée.
Parmi les personnalités liées à l’université, un ancien étudiant a obtenu un prix Nobel et un autre un prix Albert-Lasker, et plusieurs inventions comme l'antenne Yagi-Uda ou la mémoire flash ont en partie été développées par des chercheurs de l'établissement.

## Historique

### Création de l'université

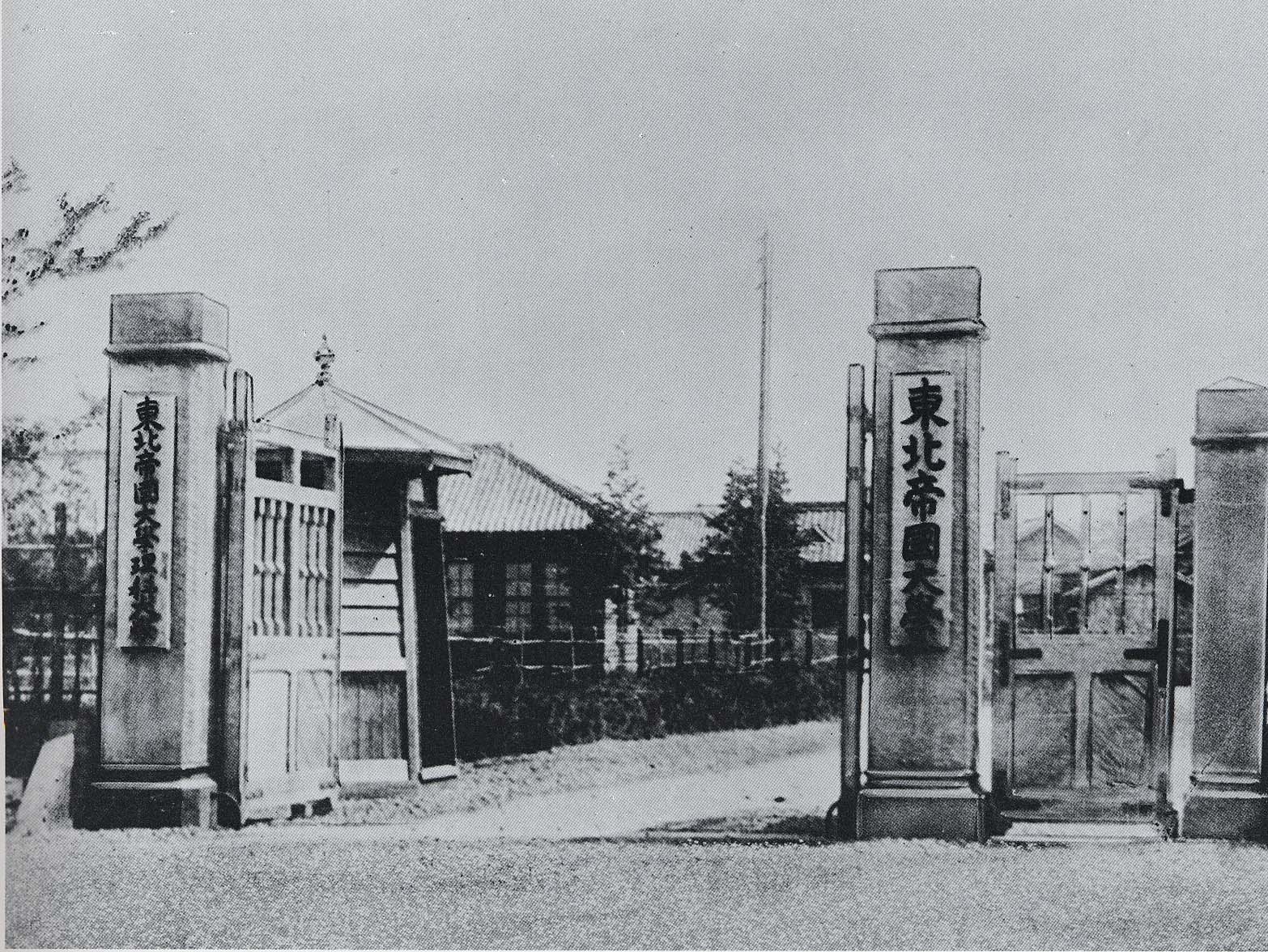
L'entrée de l'université en 1913

Le gouvernement japonais met en place à la fin du XIXe siècle un système d'universités impériales, et ouvre par ce biais une première université de ce type à Tokyo en 1877, puis à Kyoto en 1897. Un projet de création de deux nouvelles universités impériales dans la région du Tōhoku et sur l'île de Kyūshū est proposé au gouvernement par la diète japonaise en 1900. Cependant, celui-ci n'aboutit pas par manque de fonds, le pays privilégiant les dépenses militaires en raison de risques de conflit contre la Russie. Une nouvelle demande est faite par la diète en 1902 mais n'aboutit pas pour les mêmes raisons. La situation est finalement débloquée par des donations de la préfecture de Miyagi et du zaibatsu Furukawa, et l'université peut officiellement être fondée le 22 juin 1907 sous le nom d'université impériale du Tōhoku (東北帝國大學, Tōhoku teikoku daigaku).
Un premier département d'agriculture est ouvert en 1907 à Sapporo, suivit en 1911 et en 1915 par l'ouverture à Sendai de départements de sciences sur le campus de Katahira puis de médecine sur le campus de Seiryo. L'établissement devient la première université mixte en 1913 du pays avec l'accueil de trois étudiantes. Le département d'agriculture est détaché de l'université en 1918 et sert de base à la création la même année de l'université impériale de Hokkaidō. L’établissement doit une première fois revoir son organisation interne avec l’application de la loi impériale sur les universités de février 1919 et les départements sont restructurés en facultés.

### Débuts de l'ère Shōwa

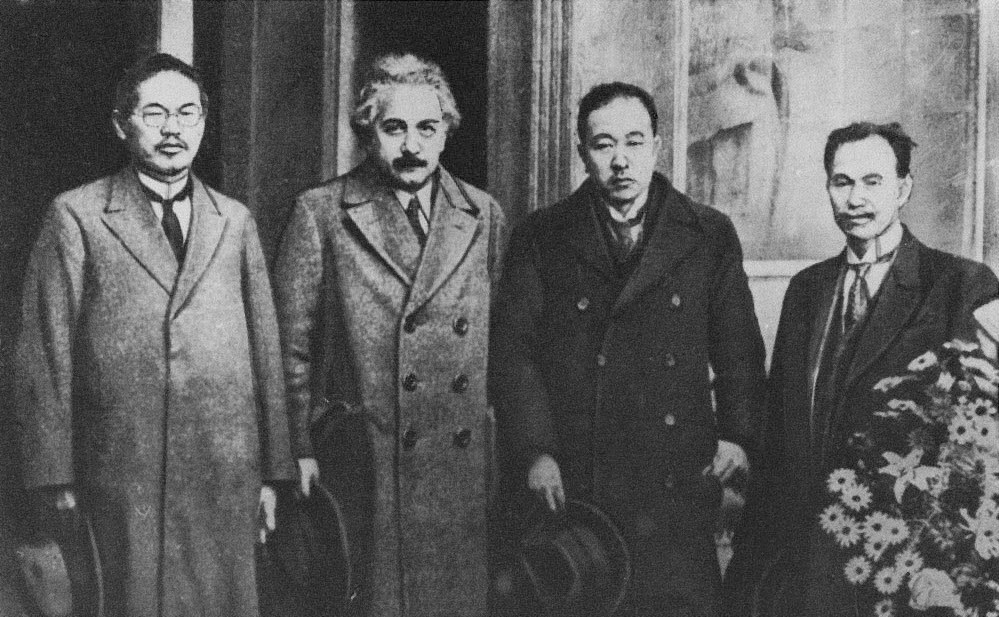
Visite d'Albert Einstein sur le campus en 1922

L'université continue son développement au début des années 1920. La gamme des formations proposées est élargie avec l'ouverture d'une faculté d'ingénierie en 1919, suivit en 1922 par l'ouverture d'une faculté de droit et lettres. Des structures destinées à la recherche ouvrent aussi, avec la création en 1919 d'un institut de recherche sur le fer et l'acier, et dont le champ de recherche est ouvert à d'autres matériaux en 1922.
L'établissement reçoit des visiteurs de premier plan venant de l'étranger cette époque, comme le prix Nobel de physique 1921 Albert Einstein qui visite l'université en 1922, ou le prix Nobel de physique 1922 Niels Bohr qui se rend sur le campus en 1937.
Les capacités de recherche de l'université se développent de nouveau à partir de la deuxième moitié des années 1930 avec l'ouverture en 1935 d'un institut de recherche sur la radiocommunication, suivi en 1939 d'un institut de recherche sur l'agriculture, d'un institut de recherche en métallurgie et d'un institut de recherche sur la tuberculose et sur la lèpre en 1941. D'autres instituts sont ouverts les années suivantes portant sur l'étude des mesures scientifiques ou la mécanique à grande vitesse (1943), l'étude des solutions non aqueuses (1944) ou l'étude du verre (1945).

### Restructuration après la Seconde Guerre mondiale
À la suite de la défaite du Japon pendant la Seconde Guerre mondiale, le système universitaire japonais est restructuré par l’occupant américain. En 1947, l’université prend son nom actuel d’université du Tōhoku (東北大学, Tōhoku daigaku). En mai 1949, une loi sur l’éducation réforme le système universitaire japonais. La durée du premier cycle universitaire passe ainsi de trois à quatre ans. Par ailleurs, l'université intègre la même année le lycée no 2 (第二高等学校, Daini koto gakkō), le collège d'ingénierie de Sendai (仙台工業専門学校, Sendai kougyou senmon gakkō), l'école normale de Miyagi (宮城師範学校, Miyagi shihan gakkō), l'école normale primaire de Miyagi (宮城青年師範学校, Miyagi seinen shihan gakkō), ainsi que le collège préfectoral de Miyagi pour femmes (宮城県女子専門学校, Miyagiken joshi senmon gakkō).

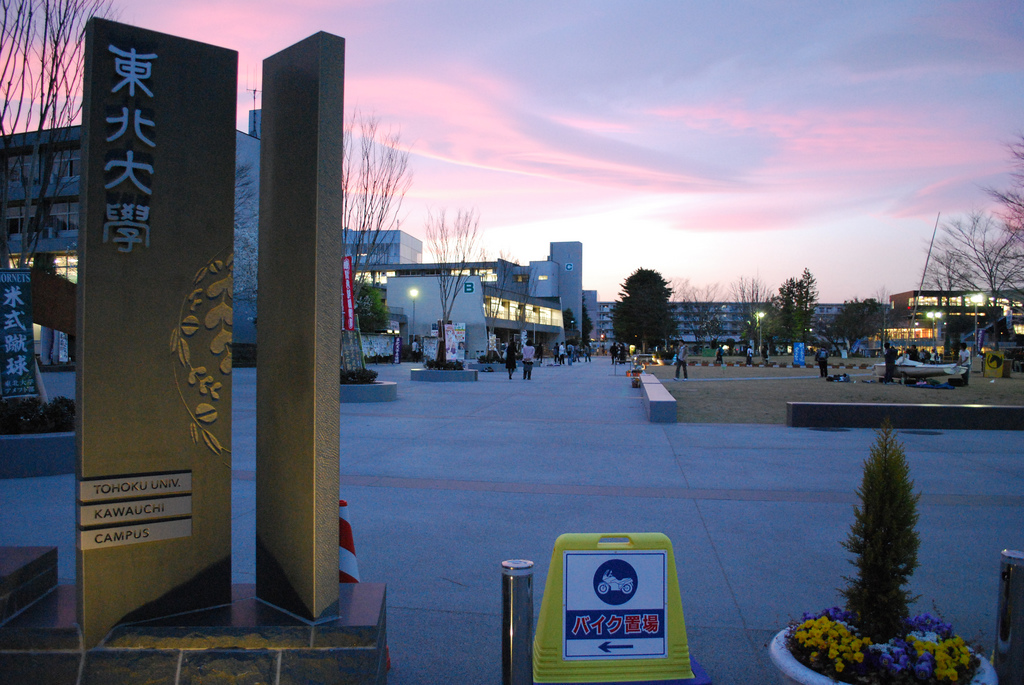
Entrée du campus de Kawauchi, utilisé depuis 1961

De nouvelles facultés ouvrent à cette époque, avec la mise en place de la faculté d'agriculture en 1947, puis de celles de droit, d'économie, et de lettres en 1949 à la suite de la scission de la faculté de droit et lettres. Le deuxième cycle est lui aussi réformé en 1953 et structuré autour de sept graduate schools, puis de huit en 1955. Les départements travaillant sur la formation des futurs enseignants sont par ailleurs détachés de l'université pour ouvrir l'université d'éducation de Miyagi 1965.
Plusieurs composantes de l'université commencent à s'installer sur le terrain entourant l'ancien château de Sendai après la période d'occupation et la fin de son utilisation par l'armée américaine en 1957. Un hall y est inauguré en 1960 pour marquer le cinquantenaire de l'université. En 1961, le département d'ingénierie s'installe sur le campus d'Aobayama, et la faculté d'arts libéraux sur celui de Kawauchi.

### Développements récents

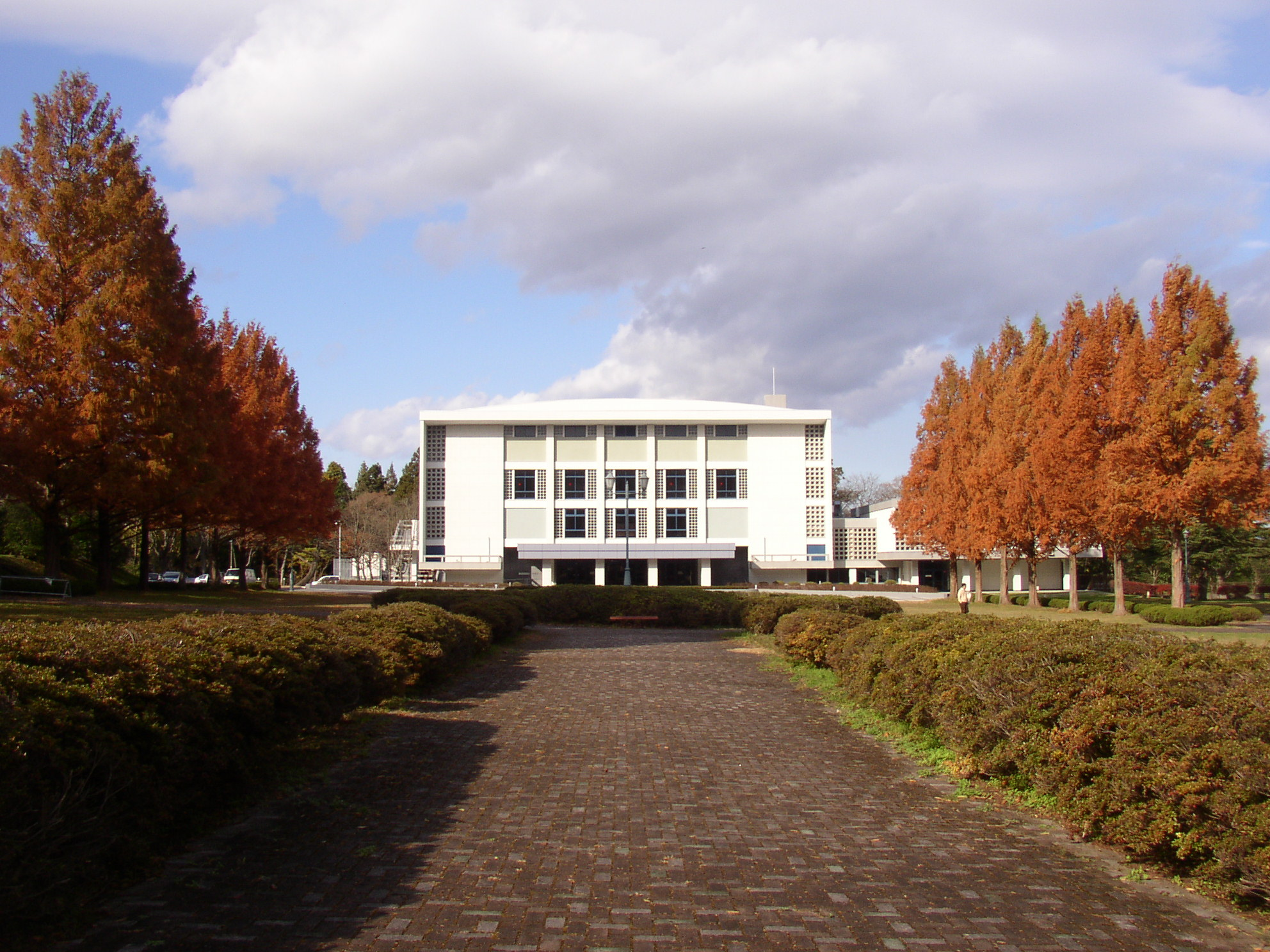
Le Kawanai Hagi Hall ouvert en 2007 pour les 100 ans de l'université

L'université ouvre de nouveaux laboratoires de recherche dans les années 1970 et 1980 et augmente ses formations de deuxième et troisième cycle avec la mise en place d'un plan de développement allant dans ce sens en 1994. La même année, l'université décide de concentrer davantage de ses activités sur les campus de Kawauchi et d'Aobayama, et les terrains bordant ces campus sont acquis en 2003.
Depuis 2004, l'université est devenue, par le biais d'une nouvelle loi s'appliquant à toutes les universités nationales, une entreprise d'université nationale. Malgré ce changement qui a augmenté son autonomie, notamment financière, l'université du Tōhoku est toujours partiellement contrôlée par le ministère de l'Éducation. Elle est par ailleurs sélectionnée par ce même ministère en 2010 pour faire partie des treize premières universités sélectionnées par le programme « Global 30 » qui vise à augmenter le nombre d’étudiants étrangers au Japon.

### Liste des présidents
Vingt-deux présidents se sont succédé à la tête de l'établissement depuis sa création. Le président actuel, Hideo Ohno, dirige l'université depuis 2018.
- de 1911 à 1913 : Masataro Sawayanagi (澤柳政太郎?)
- de 1913 à 1917 : Tokiyuki Hojo (北條時敬?)
- de 1917 à 1917 : Ryojiro Fukuhara (福原鐐二郎?)
- de 1919 à 1928 : Masataka Ogawa (小川正孝?)
- de 1928 à 1931 : Nikichi Inoue (井上仁吉?)
- de 1931 à 1940 : Kotaro Honda (本多光太郎?)
- de 1940 à 1946 : Taizo Kumagai (熊谷岱蔵?)
- de 1946 à 1949 : Yasutaro Satake (佐武安太郎?)
- de 1949 à 1957 : Satomi Takahashi (高橋里美?)
- de 1957 à 1963 : Toshio Kurokawa (黒川利雄?)
- de 1963 à 1965 : Teruji Ishizu (石津照璽?)
- de 1965 à 1971 : Koichi Motokawa (本川弘一?)
- de 1971 à 1977 : Mutsuo Kato (加藤陸奥雄?)
- de 1977 à 1983 : Kotaro Honda (本多光太郎?)
- de 1983 à 1989 : Nakao Ishida (石田名香雄?)
- de 1989 à 1990 : Shigemori Ohtani (大谷茂盛?)
- de 1990 à 1996 : Jun-ichi Nishizawa (西澤潤一?)
- de 1996 à 2002 : Hiroyuki Abe (阿部博之?)
- de 2002 à 2006 : Takashi Yoshimoto (吉本高志?)
- de 2006 à 2013 : Akihisa Inoue (井上明久?)
- de 2013 à 2018 : Susumu Satomi (里見進?)
- depuis 2018  : Hideo Ohno (大野 英男?)

## Composantes
L'université est structurée pour ses activités d'enseignement et de recherche en facultés de 1er cycle (学部), qui ont la charge des étudiants de 1er cycle universitaire, en facultés de cycles supérieurs (研究科, kenkyūka), désignées aussi sous l'appellation de graduate schools, qui ont la charge des étudiants de 2e et 3e cycle universitaire, ainsi qu'en instituts de recherche (研究所, kenkyūsho) qui sont chargés d'une partie de la recherche. L’université compte aussi des services communs, qui centralisent certaines des activités transversales de l’établissement.

### Composantes d'enseignement

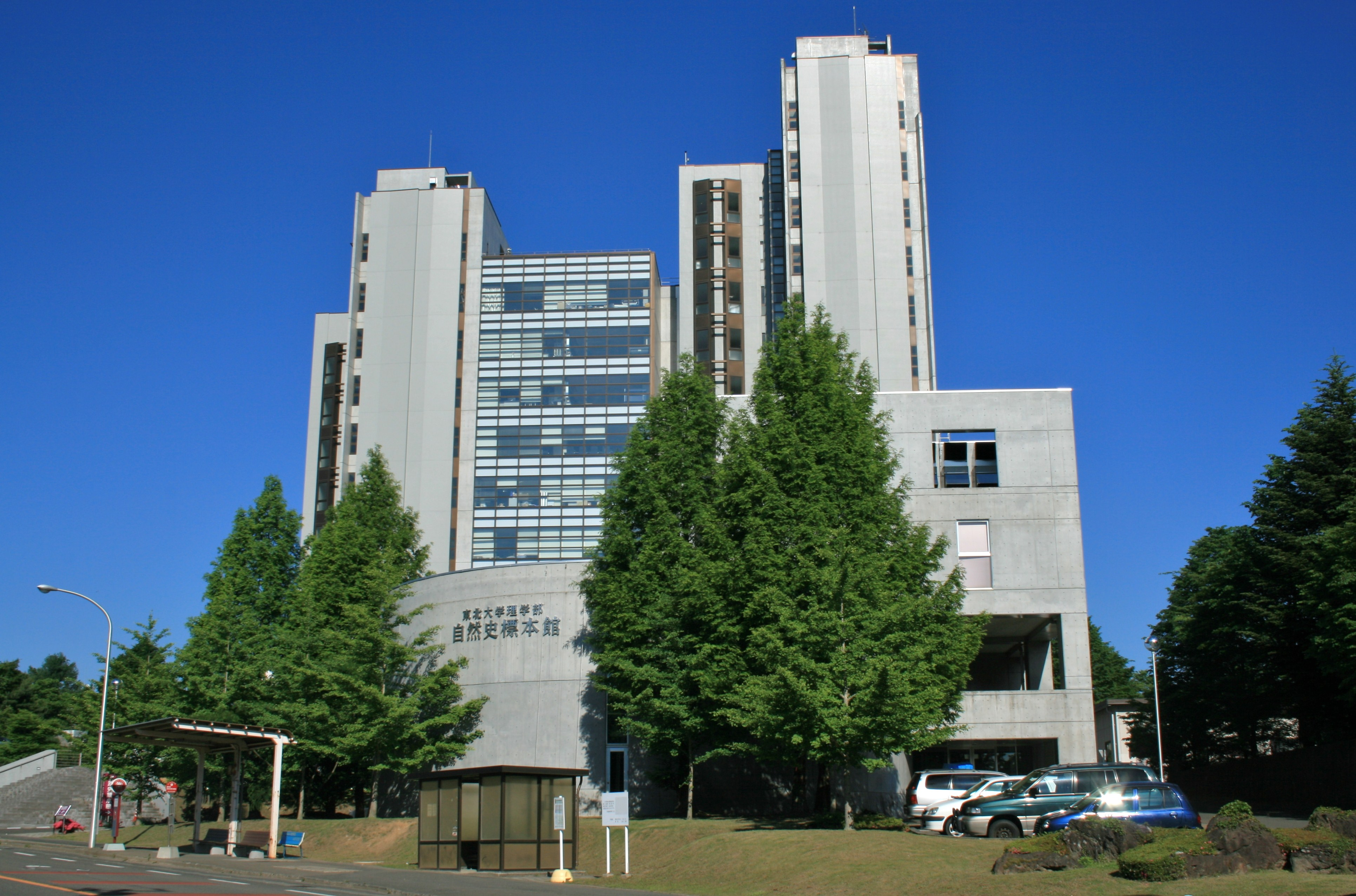
faculté des sciences sur le campus d'Aobayama

L’université compte dix facultés de premier cycle (学部, gakubu) qui scolarisent 10 997 étudiants en 2010. Elles ont été ouvertes pour les premières en 1919, et la durée de leurs enseignements qui était à l’origine de trois ans a été portée à quatre ans en 1949. Les champs de spécialité de chacune d’elles sont les suivants : les arts et lettres, l'éducation, le droit, l'économie, les sciences, la médecine, l'odontologie, les sciences pharmaceutiques, l'ingénierie et l'agriculture.
L’établissement compte par ailleurs 15 facultés de cycles supérieurs (研究科, kenkyūka) qui scolarisent 7 136 étudiants en 2010. Elles ont été ouvertes à partir de 1953, et la durée de leurs enseignements est de deux ans pour le deuxième cycle universitaire, et de trois ans pour le troisième cycle universitaire. Les champs de spécialité de chacune d’elles sont les arts et lettres, l'éducation, le droit, l'économie et la gestion, les sciences, la médecine, l'odontologie, les sciences pharmaceutiques, l'ingénierie, l'agriculture, les études culturelles internationales, l'informatique, les sciences du vivant, les sciences de l'environnement, l'ingénierie biomédicale, et l'informatique appliquée à l'éducation qui compte deux facultés, l'un pour l'enseignement et l'autre pour la recherche. Sont aussi intégrées à ce système trois écoles qui prennent en charge des enseignements de droit, de gestion publique, et de comptabilité.

### Composantes de recherche
Cinq instituts de recherche sont administrés par l'université, à savoir l'institut de recherche sur les matériaux, l'institut de recherche sur le vieillissement et sur le cancer, l'institut de la science des fluides, l'institut de recherche sur l'électro-communication, et l'institut de recherche multidisciplinaire sur les matériaux.
Douze autres instituts de recherche dépendent de plus facultés, à savoir le centre de recherche sur l'Asie du Nord-Est, le centre de recherche sur les photons et les électrons, le centre de recherche sur les neutrinos, le centre pour le progrès de l'enseignement supérieur, le centre pour les ressources et archives académiques, l'organisation pour la recherche et l'enseignement de pointe, le centre pour les technologies de l'information dans l'éducation, le centre de gestion du cyclotron et des radio-isotopes, le centre de développement pour de nouvelles industries de la création, le centre de recherche interdisciplinaire, le centre technologique pour les activités de recherche et d'éducation, ainsi que le centre de cybersciences.

### Composantes communes

#### Bibliothèques
Les fonds de l'université sont gérés par un système commun depuis 1911 et la création d'une bibliothèque universitaire. Ils sont organisés autour d’une bibliothèque principale à laquelle s’ajoutent quatre bibliothèques secondaires, ainsi que plusieurs bibliothèques gérées pas différents laboratoires et départements. Elles comptent en 2009 quelque 3 800 000 livres et 76 100 périodiques, la moitié ces fonds étant en langue japonaise et l'autre moitié dans d'autres langues, et ses fonds ont augmenté de 61 613 livres la même année.

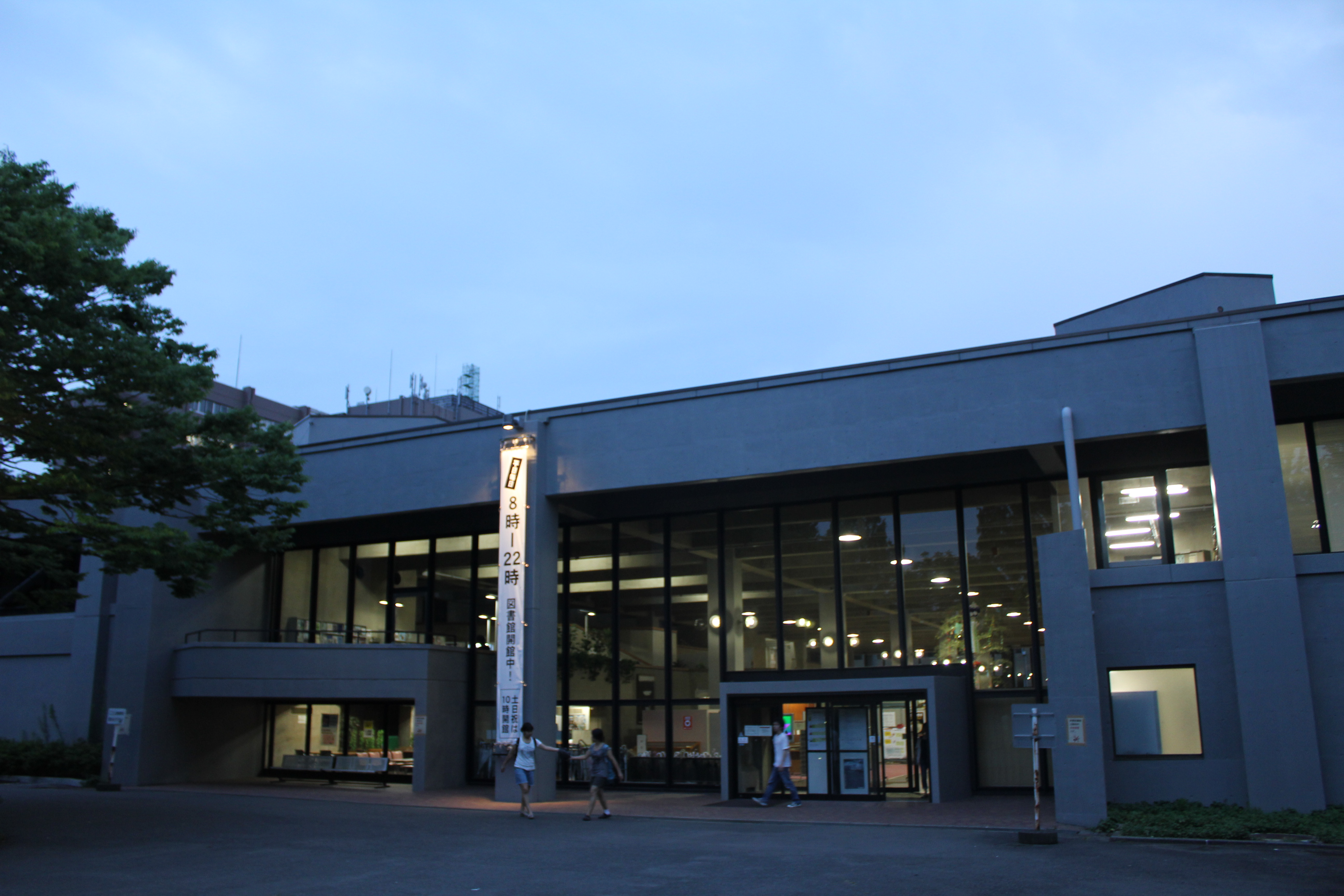
Bibliothèque principale sur le campus de Kawauchi

La bibliothèque principale est située sur le campus de Kawauchi. Elle a été construite en 1973, et agrandie en 1990, et dispose de 18 215 m2 et d'un fonds de 2 573 961 livres. La bibliothèque médicale ouverte en 1929 dispose de 4 476 m2 et d'un fonds de 428 050 livres, celle d'agriculture est ouverte en 1974 et dispose de 1 279 m2 et d'un fonds de 135 996 livres, celle d'ingénierie est ouverte en 1978 et dispose de 5 355 m2 et d'un fonds de 341 699 livres, et celle du campus de Kita-Aobayama est ouverte en 1982 et dispose de 3 356 m2 et d'un fonds de 374 139 livres. L'ensemble de ces bibliothèques disposent de près de 2 284 places.
Les bibliothèques comptent plusieurs collections particulières. Deux trésors nationaux y sont conservés : un volume du Shiji datant de 1073, et un volume du Ruijukokushi datant de la fin de l'époque de Heian. Des collections particulières ont aussi été acquises par l'université, dont 108 000 volumes collectés par le philosophe Kokichi Kano, 3 068 volumes ayant appartenu à l'auteur Sōseki Natsume, ainsi que plusieurs collections de plusieurs milliers de volumes traitant de mathématiques japonaises.

#### Musée
Un musée est ouvert par l'université en 1998 sur le campus d'Aobayama. Celui-ci trouve son origine dans les premiers fonds exposés par la faculté des sciences à partir de 1965, puis à partir de 1974 par ceux de la faculté de médecine. Ils sont réunis en 1994 dans une même structure, mais les fonds archéologiques et historiques restent à cette date entreposés dans des réserves, et le projet de réunir tous les fonds dans une même structure voit le jour. Un comité est mis en place en 1995 dans ce but, et en 1998 l'ouverture formelle est obtenue, avec en 2006 l'ouverture d'un nouveau bâtiment. Le musée ainsi constitué dispose en 2011 d'un fonds de 2 426 769 pièces dont un peu plus d'un millier sont exposés. Plus précisément, les fonds sont constitués en 2011 de 162 563 échantillons zoologiques, de 501 350 échantillons botaniques, de 1 130 213 échantillons paléontologiques, de 356 519 pièces liées à l'Histoire et aux sociétés, ainsi que de 2 233 pièces liées à l'histoire des sciences.
Le musée utilise ses collections dans un but de recherche, d’éducation et de formation, ainsi que dans le cadre d’expositions. Il publie dans ce cadre annuellement un bulletin de l'université, ainsi que trimestriellement une lettre d'information.

#### Hôpital

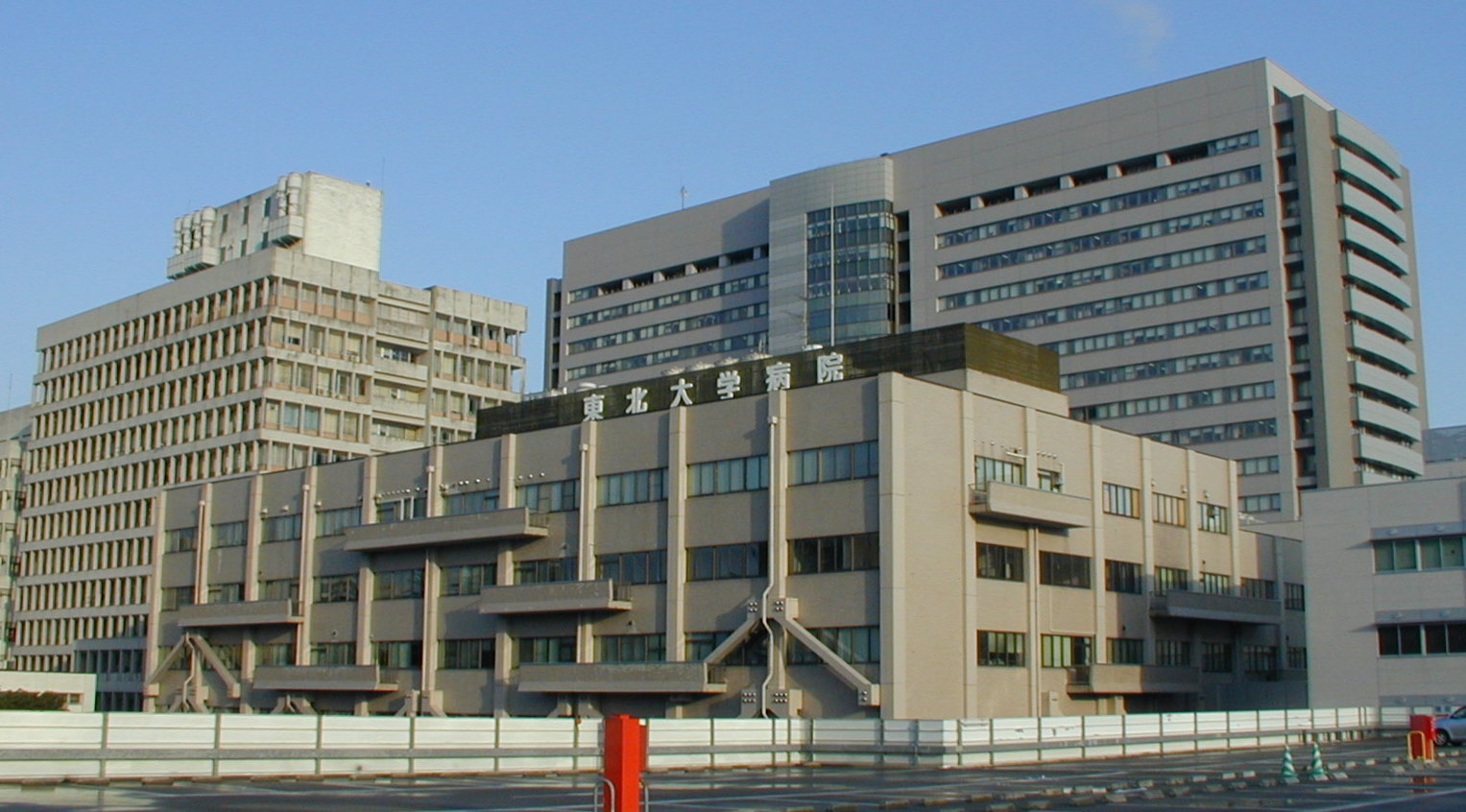
Bâtiments de l'hôpital universitaire

L'université dispose d'un hôpital universitaire qui existe sous sa forme actuelle depuis 2003. Il est issu de la fusion cette année-là de l'hôpital de la faculté de médecine et de l'hôpital d'odontologie, le premier trouvant son origine dans une structure médicale ouverte en 1817 et intégrée à l'université en 1913.
L'hôpital universitaire compte 1 308 lits en 2010, et emploie 1 832 personnes dont 302 universitaires. Il est structuré en deux divisions de médecine et d'odontologie, et en un total de 11 départements. La division de médecine a traité la même année 541 296 patients en consultations externes et 385 471 autres qui ont suivi un traitement à l’hôpital. La division d'odontologie a traité elle 127 032 patients en consultations externes et 9 142 autres en traitement interne.

#### Jardins botaniques
La faculté des sciences de la vie gère plusieurs installations botaniques, dont des jardins sur le campus d'Aobayama ou sur les monts Hakkoda, et une station biologique marine dans la ville d'Aomori.

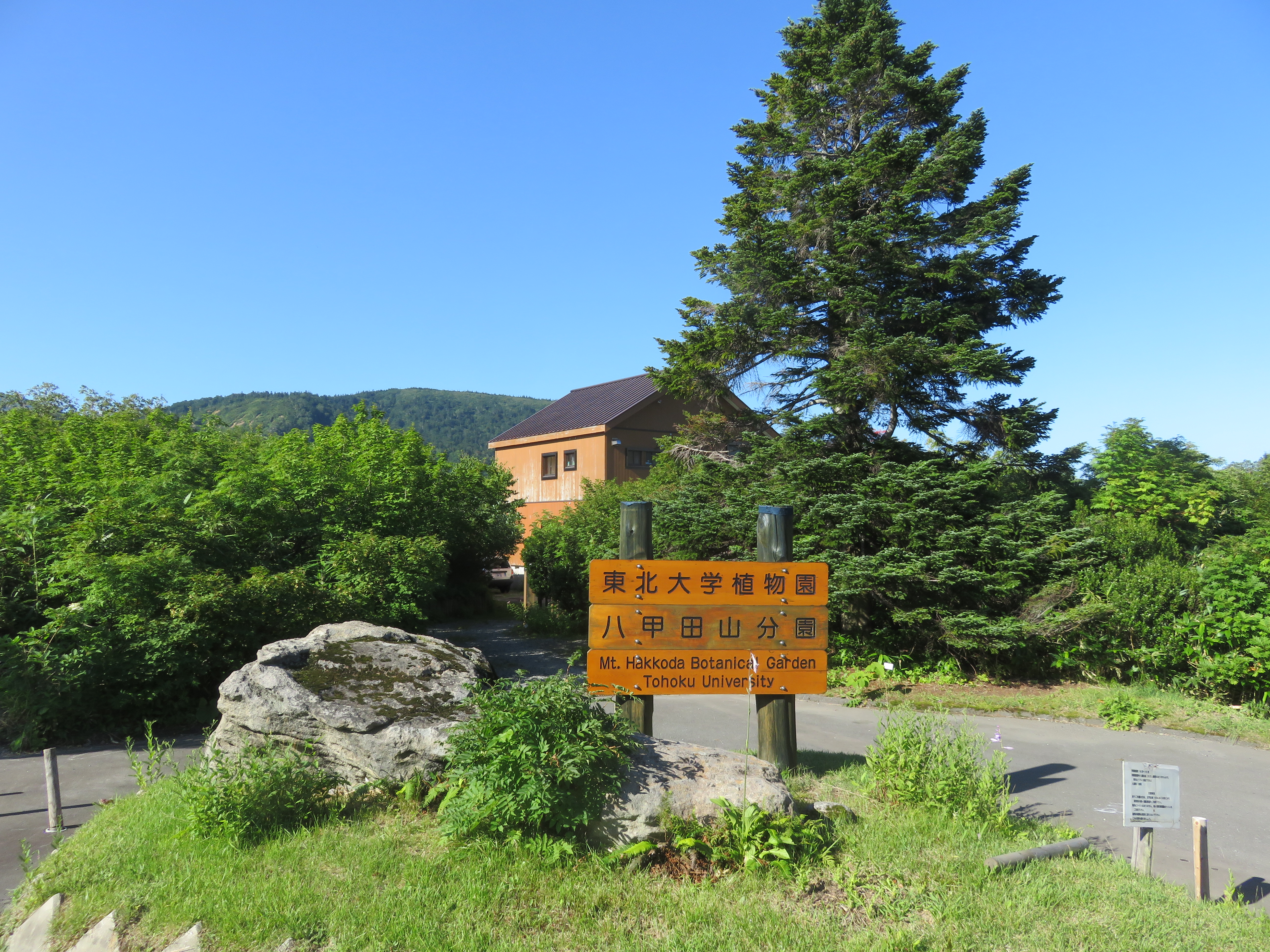
Jardin botanique des monts Hakkoda.

La faculté gère les forêts entourant le campus d'Aobayama, et elle dispose par ailleurs de bâtiments sur le campus où sont entreposées ses collections. Des spécimens sont conservés dans des herbiers disposés dans un hall d'exposition à proximité d'un jardin, dont 190 espèces de Salicaceae, 42 espèce de filicophytes, ainsi que des collections de cordyceps, d'insectes ou d'espèces végétales dont les restes d'un cryptoméria du Japon planté à l'époque de Masamune Date, le fondateur de la ville de Sendai. Le mémorial Tsuda localisé sur le même campus et bâti en 1985 travaille lui sur la taxinomie des plantes, et dispose de collections de tracheobionta ou de plantes fossiles.
Le jardin botanique des monts Hakkoda est ouvert en 1929 et ses bâtiments sont agrandis en 1985 de manière à augmenter ses capacités d'accueil pour les étudiants et les chercheurs. Il est spécialisé dans l'étude des plantes et des pollens de montagne et dans l'écologie des milieux volcaniques.

## Enseignement et recherche

### Scolarité
Les personnes voulant intégrer l’université du Tōhoku en tant qu’étudiants doivent préalablement passer un examen national, le test du Centre national des admissions à l'université (大学入学者選抜大学入試センター試験, Daigaku nyūgakusha senbatsu daigaku nyūshi sentā shiken). Les candidats ayant obtenu un score suffisant à cet examen peuvent se présenter au concours d’entrée de l’université. L’accès à celle-ci se fait à l’issue de cette seconde sélection où les épreuves sont propres à la faculté demandée. En 2010, quelque 8 126 personnes se sont présentées à ces examens, pour un total de 2 545 places attribuées finalement, dont 696 à des étudiantes.
L'université a délivré en 2009 2 441 diplômes de licence, 1 717 diplômes de master, 133 diplômes professionnels, et 577 diplômes de doctorats. Au total, l'université a délivré à la même date un total de 116 869 diplômes de licence, 43 480 diplômes de master, 664 diplômes professionnels, et 13 628 diplômes de doctorats depuis sa création. Les diplômés exercent principalement en dehors de la préfecture de l'université : les licenciés de 2010 travaillent pour 524 d'entre eux en dehors de celle-ci contre 187 à l'intérieur, et 1 384 d'entre eux étant en poursuite d'étude. Ces chiffres montent à 1 037 contre 103 la même année pour les titulaires de master, et à 329 en poursuite d'étude, et à 329 contre 58 pour les titulaires de doctorat.
Une association d'anciens étudiants est mise en place par l'université à l'occasion de son 100e anniversaire en 2007 et dispose de plusieurs bureaux à travers le pays.

### Relations internationales
L'établissement dispose de programmes d'échange d'étudiants conclus au niveau de l'établissement ou au niveau des facultés. L'université dispose ainsi de programme avec 144 établissements de 28 pays, et les facultés de programmes avec 301 établissements de 41 pays. Elle est membre depuis 2010 des treize premières universités sélectionnées par le programme « Global 30 » du ministère de l'Éducation japonais qui vise à augmenter le nombre d’étudiants étrangers au Japon. Elle dispose par ailleurs de trois bureaux à l'étranger, le premier ouvert en 2006 aux États-Unis et le second à Pékin en 2007.
Les étudiants étrangers étudiants à l'université représentent en 2010 une population de 1 511 personnes, venant de 76 pays différents, et les étudiants en échange représentent à la même date 153 personnes, en provenance de 14 pays. L'université envoie par ailleurs des étudiants à l'étranger via des accords académiques, et en 2010, ceux-ci représentent 27 étudiants dans neuf pays.
Les chercheurs sont aussi concernés par cette mobilité. En 2009, l'université a compté 1 792 visites de chercheurs étrangers, principalement de Chine, des États-Unis, de Corée du Sud, de France, et d’Allemagne, avec respectivement 348, 263, 200, 151 et 124 visites. Les chercheurs de l'université ont compté eux 4 695 visites à l'étranger la même année, principalement aux États-Unis, en Chine, en Corée du Sud, en Allemagne et en France  avec respectivement 1 077, 629, 433, 320 et 261 visites.

### Recherche

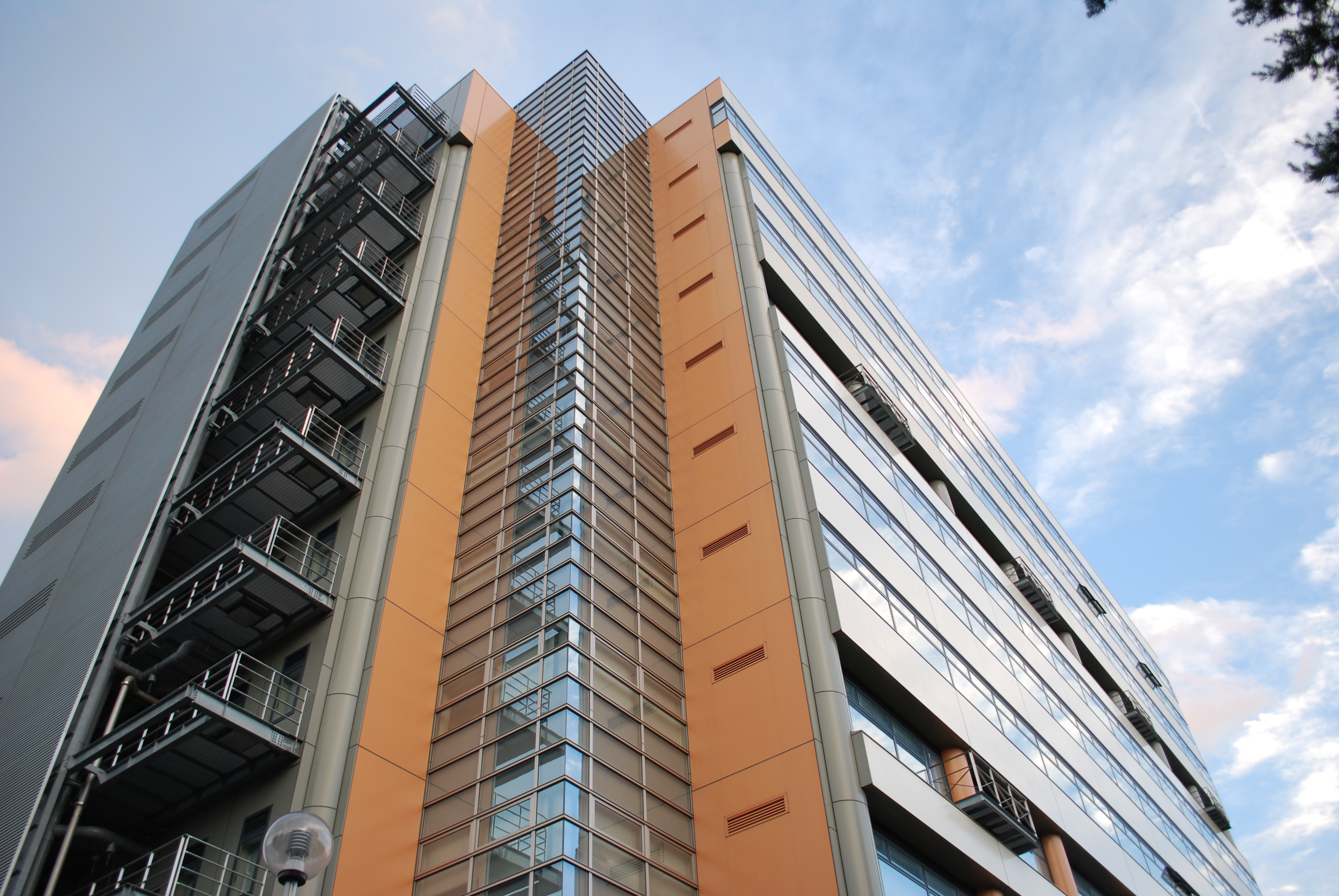
Bâtiment de recherche en ingénierie

Les recherches menées à l’université sont financées par des acteurs publics comme privés, et l’établissement intervient aussi dans des activités menées en dehors de ses murs. En 2009, 837 programmes de recherches ont été effectués par l’université avec la collaboration d’institutions extérieures, lui rapportant ainsi 2,6 milliards de yens, et 611 programmes de recherches menés par des institutions extérieures ont impliqué l’université, lui rapportant 9,5 milliards de yens.
L’université est aussi propriétaire de brevets déposés par ses équipes de recherches. Elle est l'université japonaise qui en a déposé le plus lors de l'année 2009 avec 324 dépôts enregistrés par le bureau japonais des brevets.

### Scientométrie
L’université figure dans plusieurs palmarès universitaires. En 2010, le classement de l'université Jiao-tong de Shanghai classait l’université du Tōhoku à la 84e place mondiale et plus particulièrement à la 37e place pour la recherche en physique, à la 29e place pour la recherche en chimie, et à la 25e pour la recherche en ingénierie. Le classement QS World University Rankings place en 2010 l’université à la 102e place mondiale et plus particulièrement à la 101e place pour les sciences naturelles, à la 94e place pour l'ingénierie et les technologies. Le classement de l'école des mines de Paris place l’université en 2010 à la 13e place mondiale et le Global University Ranking à la 49e place mondiale la même année.
Selon l'agence Thomson Reuters, l'université a publié en pour la période 1999-2009 42 509 articles de recherche, et les travaux de ses chercheurs ont été cités 473 014 fois, ce qui place l'établissement à la 4e place japonaise, et à la 65e place mondiale.

## Implantations
Les installations de l'université sont organisées autour de trois pôles situés dans la ville de Sendai. L'établissement dispose d'autres implantations dans la ville de Sendai, dans sa préfecture ainsi que dans le reste du pays totalisant quelque 22 280 452 m2 de terrain et de 1 025 725 m2 de locaux.
| Kawauchi Aobayama Katahira Amamiya Seiryo |

### Campus de Katahira
Le campus de Katahira (片平キャンパス) est situé dans le quartier du même nom dans l'arrondissement d'Aoba-ku, et est le campus original de l'université où celle-ci est créée en 1907. il dispose de 237 563 m2 de terrain et de 166 933 m2 de bâti. Il réunit principalement des structures administratives et des unités de recherche.

### Campus de Seiryo
Le campus de Seiryo (星陵キャンパス) est situé dans le quartier du même nom dans l'arrondissement d'Aoba-ku, et est utilisé par l'université depuis l'ouverture en 1915 de la faculté de médecine sur celui-ci. Il dispose de 179 214 m2 de terrain et de 274 477 m2 de bâti. Il réunit les facultés de médecine et d'odontologie, ainsi que l'hôpital universitaire.

### Campus d'Amamiya
Le campus d'Amamiya (雨宮キャンパス) est situé dans le quartier de Tsutsumidori dans l'arrondissement d'Aoba-ku, il dispose de 92 746 m2 de terrain et de 29 928 m2 de bâti. Il réunit les enseignements de la faculté d'agriculture. Il doit être déménagé sur le campus d'Aobayama dans le cadre du développement de celui-ci.

### Campus de Kawauchi et d'Aobayama
Les campus de Kawauchi (川内キャンパス) et d'Aobayama (青葉山キャンパス) sont situés dans le quartier du même nom dans l'arrondissement d'Aoba-ku. Le premier dispose de 817 764 m2 de terrain et de 122 526 m2 de bâti, et réunit principalement les enseignements des deux premières années de premier cycle, ainsi que ceux de sciences humaines et sociales, et la bibliothèque principale, alors que le second dispose de 784 239 m2 de terrain et de 296 676 m2 de bâti, et réunit principalement les enseignements de sciences et d'ingénierie, ainsi que le musée de l'université.
Ils occupent un espace utilisé précédemment par des installations secondaires du château de Sendai puis comme terrain d'exercice par l'Armée impériale japonaise avant la Seconde Guerre mondiale. Celui-ci a par la suite été réquisitionné par l'armée américaine à partir de 1945 pendant l'occupation avant d'être destiné à la fonction de campus en 1957. Les premières installations universitaires ouvrent en 1961 avec le département d'ingénierie qui s'installe sur le campus d'Aobayama, et la faculté d'arts libéraux sur celui de Kawauchi. En 1994, la décision de dédier aux campus des terrains préfectoraux bordant ceux-ci est prise, mais n'est ratifiée qu'en 2003 après une décision judiciaire, et en 2007 est lancé le projet de développement définitif qui vise à unifier le campus.

## Image et communication

### Symboles
L'université se dote officiellement pour son 100e anniversaire en 2007 d'une série de symboles. Le hagi, une espèce de lespedeza qui est par ailleurs aussi la plante officielle de la préfecture de Miyagi et qui est déjà utilisée comme logo par l'université depuis 2005, est choisi pour représenter l'établissement. Il est censé selon l'université représenter un mouvement dynamique s'étendant au monde. Deux couleurs sont aussi sélectionnées, le violet et le noir, censées représenter l'intelligence et la créativité pour la première, et la diligence et la pratique pour la seconde. Un chant, Aobamoyuru konomichinoku (青葉もゆる このみちのく), composé par des étudiants en 1953, est reconnu par l'université comme chant officiel par la même occasion.

### Communication

#### Presses universitaires
L’université dispose depuis le mois de novembre 1996 d’une maison d'édition universitaire, les Presses universitaires de l'université du Tōhoku (東北大学出版会, Tōhoku daigaku shuppan-kai). Elles ont publié en 2010 plus de 250 titres, et sont situées sur le campus de Katahira.

#### Média
Plusieurs revues sont éditées par l'université, dont Manabi no mori (まなびの杜) qui est publiée quatre fois par an et qui présente les activités de l'établissement, ou encore une revue annuelle publiée en plusieurs langues par l'université depuis 2006 pour présenter ses activités à l'étranger, Tohoku University Annual Review. Les composantes de l'établissement publient elles aussi près de 60 périodiques diffusés auprès de leurs personnels et étudiants.

## Vie étudiante

### Traditions et festivités
Plusieurs festivals sont organisés par l'université chaque année. La fête de l'université (東北大学祭, Tōhoku daigaku sai) se tient tous les ans en novembre depuis 1952, et consiste en plusieurs activités mises en place par des étudiants ou des enseignants comme des concerts et ou des démonstrations d'expériences scientifiques. D'autres évènements comme un festival de la culture ou une fête du sport se tiennent deux fois par an, et une course nautique est organisée avec d'anciens étudiants à la même fréquence.
Un évènement est organisé à l'intention des anciens diplômés de l'université tous les 1ers week-ends d'octobre depuis 2007 sur le campus afin de rencontrer les étudiants actuels

### Associations étudiantes
L’université compte plusieurs types d’associations étudiantes (サークル, sākuru), centrées sur le sport ou la culture. En 2010, elle compte ainsi 24 associations culturelles et 45 autres associations sportives concentrées sur la pratique de sport pour les loisirs. La plupart de celles-ci sont fédérées autour d'une association commune, Gakuyu-kai (学友会). Plusieurs associations sportives sont engagées annuellement dans une compétition qui regroupe des équipes des anciennes universités impériales.
Elles disposent de plusieurs installations sur les campus et en dehors de Sendai, comme le centre Kawatabi ouvert en 1974 à Ōsaki.
Plusieurs périodiques traitant des différents aspects de la vie étudiante sont édités par l'université ou par des étudiants avec des périodicités irrégulières, comme Gakuseikyō dayori (学生協だより) publié depuis 1998, ou Gakuseikyō nyūsu (学生協ニュース) publié depuis 1999.

## Personnalités liées

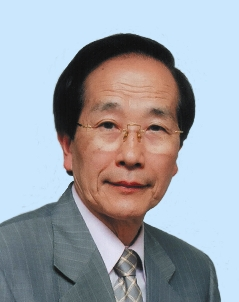
Akira Endō, prix Albert-Lasker en 2008, ancien étudiant de l'université

### Étudiants
Plusieurs anciens étudiants de l'université se sont illustrés dans le domaine des sciences, comme Kōichi Tanaka, prix Nobel de chimie en 2002, Sumio Iijima, découvreur des nanotubes de carbone, ou Masatoshi Shima, codéveloppeur du premier microprocesseur, le Intel 4004, ou encore Akira Endō, prix Albert-Lasker en 2008.
Dans le domaine des arts, Morio Kita, prix Akutagawa 1960, ou Lu Xun, écrivain chinois ont étudié à l'université.
Plusieurs patron de grandes entreprises japonaises étaient en 2010 des anciens de l'université, comme Koichiro Watanabe qui dirige Dai-ichi Mutual Life Insurance, Tadashi Onodera qui dirige KDDI, Satoshi Seino qui dirige East Japan Railway Company, ou encore Hiroaki Takahashi qui dirige lui la compagnie électrique Tōhoku. À la même date, 21 parlementaires japonais sont issus de l'université.
On trouve également quelques profils atypiques, tel que aMSa, joueur professionnel de Super Smash Bros. Melee.

### Enseignants
Des enseignants comme Hidetsugu Yagi et Shintarō Uda, inventeurs de l'antenne Yagi-Uda, Fujio Masuoka, inventeur de la mémoire flash ont exercé à l'université, tout comme Ryuta Kawashima, neurobiologiste créateur du jeu Programme d'entraînement cérébral du Dr Kawashima. Au total, l'université a compté dans ses rangs cent récipiendaires du prix de l'académie du Japon.